# Alex Welsh
Alex Welsh (* 9. Juli 1929 in Edinburgh, Schottland; † 25. Juni 1982 in London) war ein britischer Jazzmusiker (Kornett/Trompete, Gesang, Bandleader).
Welsh gehörte zunächst in Leith der Leith Silver Band an, bevor er in Archie Semple's Capital Jazz Band spielte und in den frühen 1950ern nach London zog. Seit den 1950ern bildeten den Kern der Band von Welsh neben ihm der Klarinettist Archie Semple, der Pianist Fred Hunt, der Posaunist Roy Crimmings und der Schlagzeuger Lenny Hastings; auch später achtete er darauf, dass jede Position der Band mit einem guten Instrumentalisten besetzt war. Während der Zeit des „Traditional Jazz-Revivals“ spielte die Gruppe in Clubs und gab Konzerte in größerem Rahmen, aber auch für den Rundfunk. Ihre Platten enthalten mit Stücken wie „Music of the Mauve Decade“, „Echos of Chicago“ oder „Melrose Folio“ einige Klassiker des britischen Jazz. 1957 lehnte Welsh das Angebot ab, in der Band von Jack Teagarden zu spielen. In den 1960ern musste er die Band umbesetzen, achtete dabei weiter auf Qualität und musikalische Vielfalt. Zunehmend trat die Band mit amerikanischen Gästen wie Earl Hines, Henry „Red“ Allen, Bill Coleman, Wild Bill Davison, Peanuts Hucko, Bud Freeman, Rex Stewart, Dicky Wells oder Ruby Braff auf. 1967 spielte die Welsh auf dem Jazzfestival von Antibes, 1968 auf dem Newport Jazz Festival und ab 1971 auf den jährlich veranstalteten Memorial to Louis Armstrong. In den kommenden Jahren versuchte er, das musikalische Programm seiner Band durch Interpretationen von Soul- und Poptiteln und einige Modern-Jazz-Soli zu aktualisieren, bevor er ab 1977 zum reinen Dixieland-Jazz zurückkehrte.

## Diskographie
- Live at the Royal Festival Hall 1954–55 (Lake, 1954/55)
- Vintage Alex Welsh 1955–1956 (Lake, 1955/56)
- Dixieland to Duke/The Melrose Folio (Lake, 1957/60)
- Strike One (Lake, 1966)
- Classic Concert, (1971)
- Alex Welsh. Rec. 14. Oktober 1971. Hygiene-Museum Dresden (AMIGA 855390/1974)

## Lexikalischer Eintrag
- Mark White: The Observers’s Book of Jazz. London, Warner, 1978